# TA☆RO
『TA☆RO』（タロウ）は、2006年4月8日（7日深夜）から2008年6月28日（27日深夜）まで中京テレビで放送されていたトークバラエティ番組である。京楽産業（現・京楽産業.）グループの単独提供。全117回。

## 概要
石田純一と森下千里が現役女子大生チームのTA☆ROガールとともに、メンバー各々の学生生活や恋愛などについて語り合っていた深夜番組である。トークのほかにも、毎回さまざまなバラエティ企画を実施していた。番組タイトルは、石田純一の本名「石田太郎」に由来する。
番組はメンバーの入れ替えを繰り返しながらも2年3か月にわたって放送されていたが、2008年6月28日（27日深夜）放送分をもって同タイトルでの放送を終了。同年7月5日（4日深夜）放送分からは『SAKAE TA☆RO』と題して完全リニューアルし、レギュラー陣も司会の2人とごく一部のTA☆ROガール以外は全員卒業（降板）することになった。番組収録もそれまでは中京テレビ旧本社（名古屋市昭和区高峯町）のスタジオで行われていたが、『SAKAE TA☆RO』からは京楽栄開発の運営施設であるサンシャイン栄（名古屋市中区錦三丁目）で行われるようになった。
この番組は中京テレビのほか、2006年10月から2008年まで日テレプラス&サイエンス（現・日テレプラス ドラマ・アニメ・音楽ライブ）でも放送されていた。ただし、日テレプラス&サイエンス版の内容は中京テレビの約3か月遅れであり、加えて後述の生放送スペシャルは放送を見送られている。また、「ハイビジョン制作」の表示にはボカシが掛けられていた（掛けられていない回もあり）。

## 出演者

### 司会
- 石田純一
- 森下千里

### TA☆ROガール
メンバー全員が東海3県各地の大学に通う女子大生で、大方が芸能事務所に所属してモデルやタレント、女優や歌手としても活動している者たちだった。番組の放送中は、メンバー各々の名前が在学中の大学名とともにテロップで表示されていた。

### その他の主な出演者
- 水谷陽介（当時中京テレビアナウンサー） - 不定期出演。

## スタッフ
- ナレーター：佐野瑛厘（前期）、鹿内美沙（後期）
- プロデューサー：黒宮英作
- 構成：田中伊知朗、柳しゅうへい
- 演出：富田恭彦、平松茂生
- ディレクター：大崎純一郎、黒野友貴、祖父江賢太郎
- 製作著作：中京テレビ

## コーナー・企画

### 告知太郎
この番組唯一のレギュラーコーナーで、東海3県各地の大学サークルの代表者たちが番組内での宣伝告知を懸けてパチンコ勝負に挑んでいた。収録はサンシャイン栄店内で行われていた。サークルの代表者がパチンコ勝負をして出したリーチの時間分だけ自由に告知することができ、さらに勝負中に大当たりを出した場合には、告知中のワイプ表示を通常時よりも大きめにしてもらえた。しかしながら番組構成の都合上、告知の最中であっても途中で切られることがあった。

### 企画
- オープニングではほぼ毎回、東海3県各地の大学サークルによるパフォーマンスが行われていた。2006年度にはチアリーディングが、2007年度にはヒップホップショーが行われていた。また、2007年夏にはこの時間を使って水着ファッションショーを開催。モデルはTA☆ROガールの夏目佳奈、渡辺小百合、鷹羽里沙が務めた。
- 2006年と2007年には「クイズたわけFIVE」というクイズ企画を実施した。「クイズたわけFIVE 2006」では石川愛子が最も高成績で、安井歩佳がワースト1位だった。
- 2007年2月17日（16日深夜）には「激録！女子大生金曜深夜25時!!」というテーマで放送。この企画で、TA☆ROガールは自分たちが出ているこの番組を見ているのかを彼女たちの親や友人に協力してもらいながら調査したが、調査当日に番組を見ていたメンバーは3人しかいなかった。
- この番組はスタジオパートも収録というのが基本だったが、時折放送時間を大幅に拡大しての生放送スペシャルを行うことがあった。2007年4月28日（27日深夜）には前述のサンシャイン栄からの生放送を、同年9月1日（8月31日深夜）にはスタジオに男子大学生を招いての生放送を実施した。
- 2007年夏、TA☆ROガールから渡辺小百合、纐纈みさき、冨永里実、山口絢、船橋いずみの5人がTA☆RO組として「学園天国」でCDデビューした。このCDは同年7月14日から、中京テレビが運営する番組グッズ取扱店・Chu!SHOPで販売された[3]。なお、纐纈は「モーニング娘。ラッキー7オーディション」（2004年）の2次予選通過経験がある。

## 放送局
| 放送対象地域 | 放送局                  | 系列           | 放送日時 | 備考              |
| ------------ | ----------------------- | -------------- | --- | ----------------- |
| 中京広域圏   | 中京テレビ              | 日本テレビ系列 | 土曜 0:50 - 1:20 （2006年4月8日 - 2008年3月29日） 土曜 0:25 - 0:55 （2008年4月5日 - 2008年6月28日）                                                                                         | 製作局            |
| 日本全域     | 日テレプラス&サイエンス | CS放送         | 火曜 23:30 - 24:00 （2006年10月 - 2007年12月） 水曜 11:30 - 12:00 （2006年10月 - 2007年12月） 土曜 22:30 - 23:00 （2006年10月 - 2007年12月） 日曜 10:00 - 10:30 （2006年10月 - 2007年12月） | 週4回リピート放送 |